# 高屋郵便局
高屋郵便局（たかやゆうびんきょく）
- 広島県東広島市にある郵便局。本記事にて記述する。
- 岡山県井原市にある郵便局。局番号は54072。
- 香川県坂出市にある郵便局。局番号は63025。

高屋簡易郵便局（たかやかんいゆうびんきょく）
- 石川県珠洲市にある簡易郵便局。局番号は31756。

高屋郵便局（たかやゆうびんきょく）は、広島県東広島市にある郵便局。民営化前の分類では集配普通郵便局であった。

## 概要
住所：〒739-2199 広島県東広島市高屋高美が丘4-35-1
民営化直前の集配業務再編において、多くの集配普通郵便局は統括センターとなったが、当局は配達センターとされたため、民営化後も郵便事業株式会社の支店は併設されず、集配センターが併設された。

### 出張所（局外ATM）
民営化前は以下の場所に出張所としてATMを設置していた。現在も同じ場所にATMがあるが、管理はゆうちょ銀行広島支店となっている。
- 近畿大学工学部内出張所

## 沿革
- 1928年（昭和3年）12月1日 - 西高屋郵便局として開局。
- 1975年（昭和50年）1月22日 - 電話交換および和文電報配達業務を東広島電報電話局に移管[1]。
- 1995年（平成7年）3月20日 - 東広島市高屋町から同市高屋に移転するとともに、高屋郵便局へ改称。郵便番号を〒729-17から〒739-21へ変更[2]。造賀郵便局[3]（〒724-01→〒739-21→〒739-2101）、小谷郵便局[3]（〒729-15→〒739-21→〒739-2121）から集配業務の一部を、また白市郵便局（〒729-16→〒739-21→〒739-2114）から集配業務の全部を移管[4]。
- 1999年（平成11年）3月24日 - 特定郵便局から普通郵便局に局種改定。
- 2000年（平成12年）8月14日 - 外国通貨の両替および旅行小切手の売買に関する業務取扱を開始。
- 2007年（平成19年）3月5日 - ゆうゆう窓口を廃止。
- 2007年（平成19年）10月1日 - 民営化に伴い、併設された郵便事業安芸西条支店高屋集配センターに一部業務を移管。
- 2012年（平成24年）10月1日 - 日本郵便株式会社発足に伴い、郵便事業安芸西条支店高屋集配センターを高屋郵便局に統合。

## 取扱内容
- 郵便、印紙、ゆうパック、内容証明
- 貯金、為替、振替、振込、国際送金、国債、投資信託
- 生命保険、バイク自賠責保険、自動車保険
- ゆうちょ銀行ATM
- 東広島市内の一部地域（〒739-21xx）の集配業務

## 周辺
- 東広島ニュータウン（高美が丘）
- 近畿大学工学部
- 近畿大学附属広島高等学校・中学校東広島校

## アクセス
- JR山陽本線 西高屋駅から徒歩約24分
- 山陽自動車道 西条ICから北東へ約4.5km
- 駐車場あり：8台